# Нещата от живота
„Нещата от живота“ (на френски: Les Choses de la vie) е френски филм от 1970 година, драма на режисьора Клод Соте.

## Сюжет
В началото на филма се намираме на сцената: един човек катастрофира с кола и е в тежко състояние. Сюжетът ни препраща в миналото на героя и ще научим за събитията, предшестващи този инцидент, за личните проблеми, за връзката му с бившата му съпруга и неговата настояща приятелка.

## В ролите
| Изпълнител    | Роля          |
| ------------- | ------------- |
| Мишел Пиколи  | Пиер Берар    |
| Роми Шнайдер  | Елен          |
| Леа Масари    | Катрин Берар  |
| Жан Буиз      | Франсоа       |
| Жерар Лартиго | Бертран Берар |

## Награди и номинации
- 1970 Номинация за „Златна палма“ в Кан.